# Palleura
Palleura é um gênero de mariposa pertencente à família Acrolepiidae.